# Битва за Баку (1918)
Би́тва за Баку́ (азерб. Bakı döyüşü, тур. Bakü Muharebesi, рос. Битва за Баку) — бойові дії між Кавказькою ісламською армією під командуванням турецького генерала Нурі-паша збройними формуваннями Азербайджанської Демократичної Республіки, з одного боку, і збройними формуваннями бакинської комуни, а пізніше — Диктатури Центрокаспія та їх підтримувавших британського експедиційного корпусу під командуванням генерала Ліонеля Денстервиля, з іншого, за контроль над містом Баку у 1918. В результаті бойових дій британські війська і Диктатура Центрокаспія змушені були залишити Баку, який став столицею Азербайджанської Демократичної Республіки.

## Передмова
15 листопада 1917, через тиждень після падіння Тимчасового уряду у Петрограді, в Баку була сформована Бакинська рада робітничих, селянських і солдатських депутатів (Баксовет), який очолив більшовик Степан Шаумян. У квітні 1918 роком Бакинська Рада при підтримці озброєних загонів вірменської партії «Дашнакцутюн» в результаті кровопролитних березневих подій затвердив свою владу в Баку, після чого була сформована Рада народних комісарів, або «26 бакинських комісарів». Для Радянської Росії величезне значення мала бакинська нафта, тому перед Шаумяну ставилося завдання забезпечити її безперебійне постачання. При цьому російські більшовики були готові поділитися нафтою і з Німеччиною, що не влаштовувало Велику Британію — супротивника Німеччини у Першій світовій війні.
Хоча спочатку азербайджанські лідери виступали за автономію у складі Росії, після березневих подій вони стали вимагати тільки незалежність і пов'язували свої надії вже не з російською революцією, а з Османською імперією. 28 травня 1918 у Тифлісі була проголошена Азербайджанська Демократична Республіка. Національна Рада і кабінет міністрів АДР незабаром переїхали у Єлизаветполь, якому було повернуто назву Гянджа, і місто було оголошено тимчасовою столицею, до встановлення контролю над Баку. Для Османської імперії розвал Кавказького фронту відкривав можливості поширення для свого впливу на Закавказзя і Центральну Азію, чим вирішили скористатися її лідери, які розглядали Східне Закавказзя як частину майбутньої туранської імперії, в яку також повинні були увійти Північний Кавказ, Північна Персія і Туркестан.
Перспективи турецької експансії в регіоні викликали занепокоєння у Великій Британії, де розглядали це як потенційну загрозу своїм колоніальним володінням у Британській Індії. Згідно секретної англо-французької конвенції, укладеної ще 23 грудня 1917 У Парижі, Росія була поділена на «зони дій», англійська зона складала Дон, Кавказ і Туркестан, тобто практично більша частина Каспійського регіону. Особливу увагу уряд Великої Британії приділяв Баку і Каспію які мають «велике військове, політичне і економічне значення».

## Бойові дії
6 червня 1918, Григорій Корганов, нарком по військовим і морським справам Бакинської Ради, видав наказ Червоної Армії почати наступ на місто Гянджа. Будучи не в змозі самостійно захистити незалежність країни, уряд Азербайджану запросив в Османській імперії військової підтримки згідно з пунктом 4 договору між двома країнами. У Баку радянські війська грабували і вбивали мусульман, оскільки вони рухалися в бік Гянджі. Проте багато з військ, про які Шаумяна просив із Москви для захисту Баку, не прибули, бо вони були затримані за наказом Йосипа Сталіна в Царицині. Крім того, за наказом Сталіна зерно, яке було зібрано на Північному Кавказі, щоб нагодувати голодуючих людей у Баку, було направлено в Царицин. Шаумяна опротестував поведінку Сталіна перед Леніном і Військовим комітетом, і він часто заявляв: «Сталін нам не допоможе». Відсутність військ і їжі було вирішальним у долі радянського Баку.
16 червня уряд АДР переїхав із Тіфліса в Гянджу, а через три дні постановою уряду на території Азербайджану було введено воєнний стан. Національна рада Азербайджану звернулася за військовою допомогою до Туреччини, яка задіяла в цих цілях Кавказьку ісламську армію під командуванням Нурі-паші, до складу якої разом із прибулою 5-ю Кавказькою і 15-ю Чанахгалінською турецькими дивізіями увійшов Мусульманський корпус, сформований урядом АДР.
Після триденних боїв (протягом 16—18 червня 1918 року) у Карамарьяма частини Кавказької ісламської армії змушені були відступити до Геокчаю, втративши до 1 тис. чоловік убитими і пораненими — турецьке командування не очікувало такого опору і таких втрат. До кінця місяця турецьке командування перекинуло до Гянджі додатково до 15 тис. аскерів.
У боях під Геокчаєм 27 червня — 1 липня 1918 частини Кавказької ісламської армії розбили 1-й Кавказький корпус Червоної армії, частини якого відступили під Карамар'ям. Ініціатива повністю перейшла до Кавказької ісламської армії. 2 червня радянські частини залишили Ахсу, 10 червня, після триденних боїв, — Кюрдамір, 14 червня — станцію Керар і продовжували відступ вздовж залізниці. Протяжність фронту стала стрімко зростати, розтягуючи пошарпані частини бакинської Червоної армії. Вже в липні бої йшли на трьох напрямках — Шемахинському, Сельдіському і центральному — Кюрдамірському. На лівому і правому флангах фронту наступали в основному турецькі частини, а в центрі до них була додана п'ятитисячне угруповання місцевих мусульманських військ під командуванням полковника Г. Салімова, майбутнього заступника начальника Генерального штабу Азербайджану. Виснажені боями червоноармійці не могли довго оборонятися і почали відступати по всьому фронту слідом за відступаючими Дашнацькими загонами. Лінія фронту стала швидко наближатися до Баку.
Уряд Радянської Росії намагався переконати Німеччину зупинити наступ турецьких військ. Німці погодились в обмін на нафту.
Проте переконавшись, що у Німеччини немає реальних можливостей вплинути на ситуацію в регіоні, турецьке командування продовжило наступ на Баку. Намагаючись врятувати становище, більшовики прийняли пропозицію про допомогу з боку колишнього царського офіцера військового старшини Терського козачого війська Лазаря Бічерахова, який ще на початку 1918 року сформував в Персії невеликий загін (близько тисячі чоловік), що перебував на службі в англійців. Бакинському Раднаркому було відомо, що Бічерахов перебуває в тісному контакті з англійцями. Тому погодившись включити його загін до складу Кавказької Червоної армії, раднарком поставив Бічерахову ряд умов, у тому числі відправлення на фронт не через Баку, а через ст. Алят. 5 липня загін Бічерахова морем прибув до Алят, а 7 липня був направлений на фронт Бічерахову було доручено командування військами на правому фланзі. Командування ж військами в центрі і на лівому фланзі залишилося за Коргановим. У той же день почалися бої за Кюрдамір, що тривали три дні і закінчилися поразкою військ Бакинської ради.
Поразки в боях проти Кавказької ісламської армії, гостра продовольча криза в Баку і невдоволення політикою Бакинської комуни призвели до зміни влади в місті. Уряд бакинських комісарів був не в змозі самостійно переламати ситуацію, а військового підкріплення з Радянської Росії не надходило в необхідному обсязі у зв'язку зі складним становищем на інших фронтах. За словами американського історика професора Фируза Каземзаде, до травня 1918 Баку був «більшовицьким островом в антибільшовицькому морі». Населення міста становило чотири нерівні групи. Найбільша з них — мусульмани (азербайджанці) — не бажала обороняти Баку від своїх побратимів, що наступали на місто разом з турецькими військами. Вірмени, що складали другу групу, мали намір боронити місто за всяку ціну зі страху перед турками і азербайджанцями. Третьою групою були росіяни, що не належали до партії більшовиків, — монархісти, меншовики, кадети й есери. Вони боялися турків і симпатизували Антанті. І нарешті, найменшою за чисельністю групою були більшовики. Вони збиралися утримувати Баку як можна довше, щоб постачати Радянську Росію нафтою, але відмовлялися приймати допомогу англійців. Радянська Росія, відрізана від Закавказзя фронтами громадянської війни, тим не менш, надавала Бакинського Раднаркому деяку військову допомогу. 19 липня в Баку з Царицину прибув добре озброєний загін Г. Петрова у складі ескадрону кінноти, роти матросів, команди кінних розвідників (30—40 чоловік) і однієї батареї шестиорудійного складу.
20 липня частини Кавказької ісламської армії вибили війська Бакинської ради з Шемахи, а через тиждень підійшли до Баку на відстань 16 км. У міру успіхів Кавказької ісламської армії настрої на користь запрошення англійських військ посилювалися. Опоненти уряду — блок соціалістів-революціонерів, меншовиків і дашнаків — на надзвичайному засіданні Бакинського ради 25 липня запропонував резолюцію «Про запрошення в Баку англійців і утворення влади з представників усіх соціалістичних партій», яка була прийнята більшістю голосів — 259 голосів правих соціалістів-революціонерів, соціал-демократів (меншовиків) і дашнаків проти 236 голосів соціал-демократів (більшовиків). Одночасно близько 3 тис. солдатів вірменської національності відмовилися виступити на фронт, а тимчасово командувач частинами Червоної армії в Баку Аветисов зажадав від Баксовета негайно почати переговори з турецьким командуванням.
У ці дні в Баку морським шляхом з Астрахані прибув великий транспорт зі зброєю і боєприпасами, в тому числі 3 панцерники, 80 гармат, 160 кулеметів, 10 тисяч рушниць та 200 тисяч набоїв. Проте фронт швидко наближався до Баку. 29 липня радянські війська змушені були відійти в район Баладжари. 30 липня 1918 Бічерахов, усвідомивши безперспективність військових дій проти азербайджано-турецьких сил, пішов зі своїм загоном у Дагестан.
Більшовики відмовилися від участі в коаліції і на екстреному засіданні Бакинського Раднаркому 31 липня заявив про складання своїх повноважень і ухвалив рішення евакуювати військові сили і державне майно Радянської Росії на пароплави, вважаючи що здача Баку вже неминуча і не бажаючи заважати населенню випробування останнього засобу — капітуляція.
Влада в Баку з 1 серпня 1918 р. перейшла в руки нового уряду  — Тимчасової диктатури Центрокаспія і Президії Тимчасової виконавчої Ради робітничих і солдатських депутатів, сформованого на базі блоку правих соціалістів-революціонерів, соціал-демократів (меншовиків) і дашнаків (за етнічною приналежністю — в основному євреїв, вірмен і росіян).
Більшовицьке керівництво Баксовету в новій ситуації визнало для себе небезпечним залишатися в Баку. 31 липня комісари разом із більшовицькими збройними загонами та наявним в їхньому розпорядженні озброєнням завантажилися на пароплави, щоб виїхати в Астрахань, яка перебувала в руках більшовиків. Проте увечері того ж дня за наказом уряду Диктатури Центрокаспія відчалівші пароплави були затримані і повернені в бухту, а Шаумян — заарештований, але незабаром щоб уникнути зіткнень із більшовиками відпущений. Диктатура Центрокаспія призначила військовим міністром генерала Якова Багратуні, а командувачем військами — генерала Докучаєва.
Але нова влада в Баку також була не в силах зупинити Кавказьку ісламську армію — деморалізовані війська продовжували відступати до Баку. Начальник штабу полковник Аветісов виступив за негайну капітуляцію. Вірменська національна рада збиралася капітулювати, проте під тиском Диктатури Центрокаспія відмовився від цього наміру, в надії на прибуття британських військ.

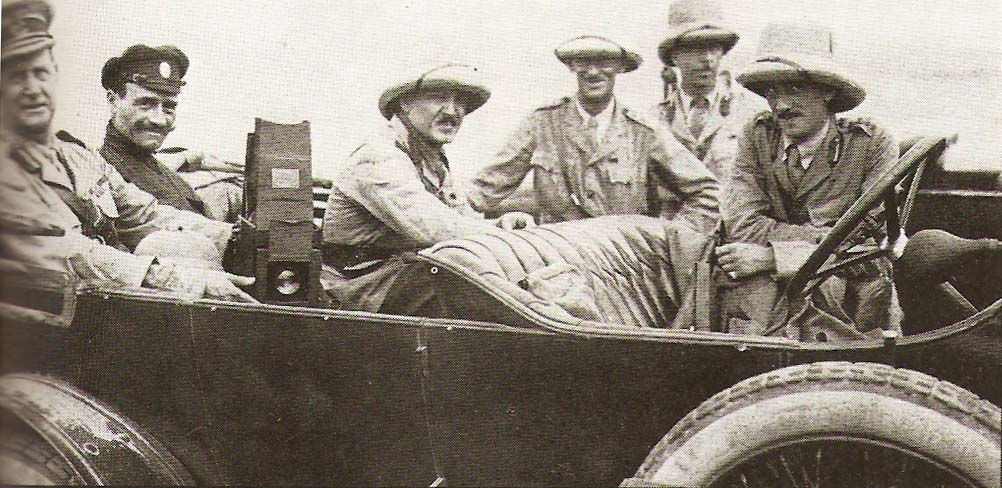
Генерал-майор Л. Денстервиль (крайній ліворуч) з офіцерами Денстерфорс. 1918

4 серпня в Баку прибула перша група британських військ під командуванням полковника Стокса. 17 серпня в Баку з Ензелі на кораблі «Президент Крюгер» прибув основний британський загін на чолі з Денстервілем. Загальна чисельність британського контингенту склала близько 1000 чоловік, в чиєму розпорядженні знаходилося кілька бронеавтомобілів «Остін» і два аероплана Martinsyde G.100.
У той же день бакинські комісари зробили ще одну спробу від'їзду в Астрахань. Але вийшедші з Баку сімнадцять (за даними Денстервіля, тринадцять) пароплавів з червоноармійцями, зі зброєю та військовим спорядженням були оточені військовою флотилією «Диктатури Центрокаспія» і насильно повернуті у військовий порт, де більшовицькі частини були роззброєні, а пізніше на цих же судах відправлені в Астрахань.

## Штурм Баку

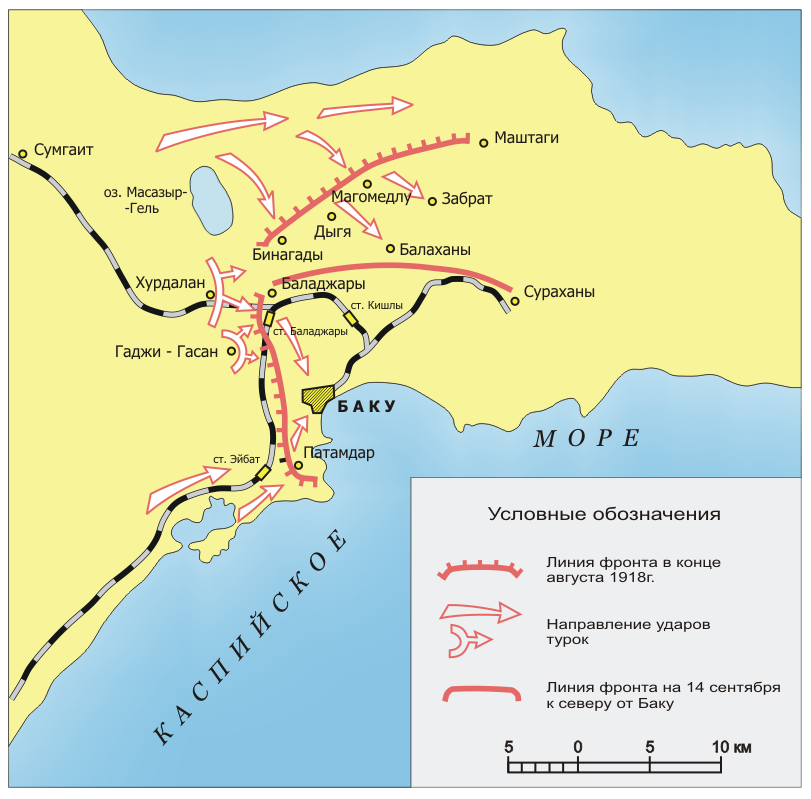
Облога і захоплення Баку у 1918

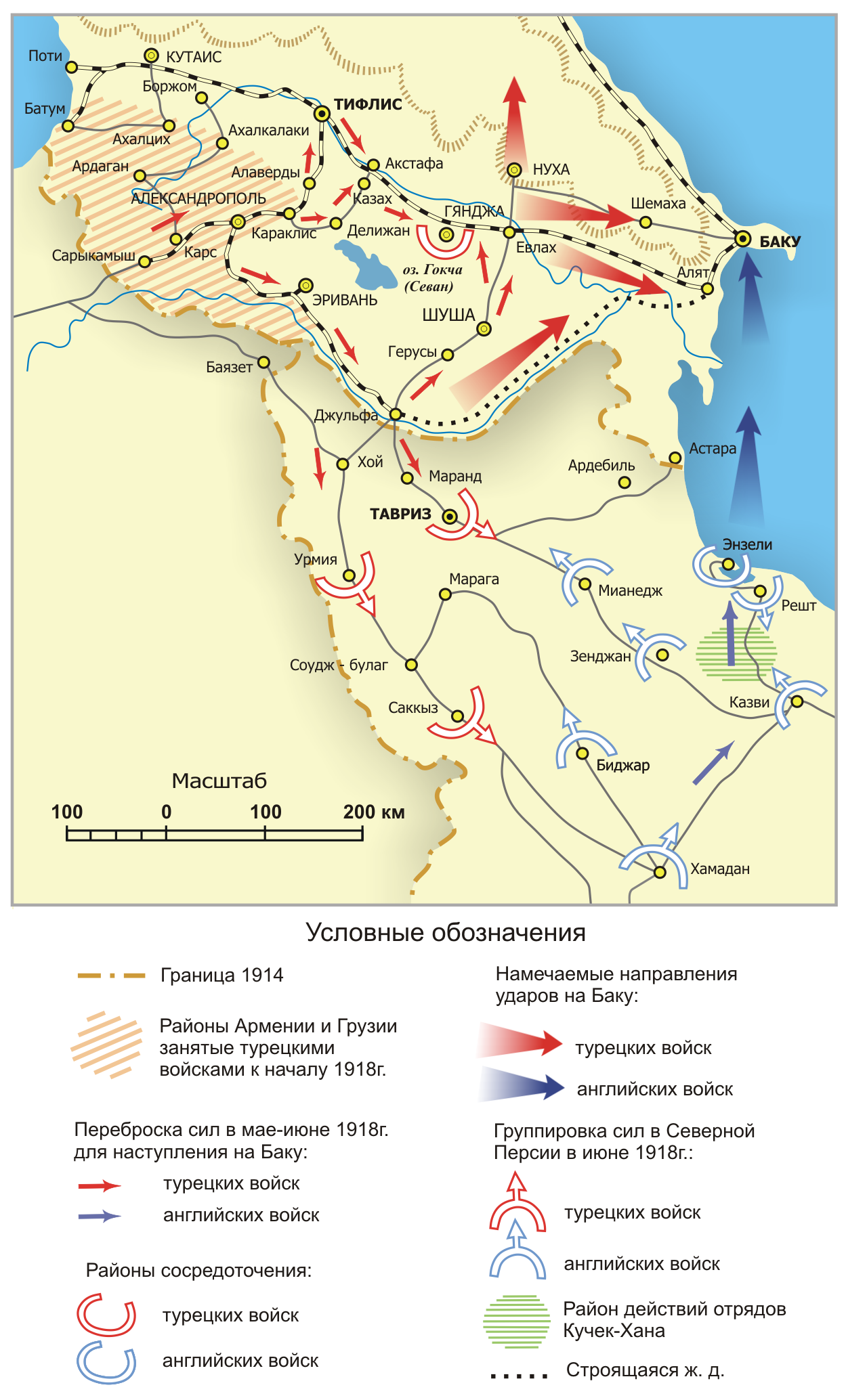
Наступ Османської імперії на Кавказі в 1918.

6 серпня турецько-азербайджанські війська впритул підійшли до Баку. У місті почалася паніка. Уряд Диктатури Центрокаспія виявився неспроможним організувати хоч-якийсь опір наступу турецьких військ. За свідченням Сурена Шаумяна, загальна чисельність радянських військ у Баку не перевищувала трьох тисяч чоловік Силами загону Петрова більшовикам вдалося організувати за підтримки артилерії потужну контратаку. У результаті важких боїв турецькі частини, несучи втрати, змушені були залишити займані позиції.
За даними Рюшту-бея протягом цього дня турецькі частини втратили убитими 148 чоловік, серед них 9 офіцерів, пораненими 463 людини, серед них 19 офіцерів. Крім того, було втрачено і виведено з ладу значну кількість стрілецького озброєння 15—16 серпня битви в районі Бібі-Ейбат, Патамдара і Вовча брама прийняли затяжний характер. 26 серпня Кавказька ісламська армія атакувала позиції англійців у грязьового вулкана. Англійці чотири рази відбили атаки, але, не отримавши допомоги від вірменських підрозділів, змушені були відійти. За словами Денстервіля, це була дуже рішуча атака, і якщо б ці позиції займали сили Центрокаспія, місто було б узяте. За даними Денстервіля, в цьому бою загинуло 3 офіцера та 70 британських солдатів.
У той же день турецькі війська висунулися з Новхани і атакували висоту до сходу від Бінагаді. Англійці відправили туди з Дігяха свій підрозділ, проте, прибувши в Бінагаді, ті виявили, що вірменські солдати дезертували зі своїх позицій. Англійцям вдалося відбити атаку, втративши 10 чоловік, але 31 серпня вони були змушені з боями залишити Бінагаді.
За даними військово-історичного управління генерального штабу Туреччини, за серпень турецькі частини втратили тільки убитими 1130 чоловік, в тому числі 30 офіцерів.
Обурений дезертирством військ Диктатури Центрокаспія, в той час як англійці гинули, обороняючи місто, Денстервіль направив гнівного листа Докучаєву. Той запросив англійського генерала на військову раду, де Денстервіль заявив, що, оскільки ніхто крім англійців не воює, подальший опір марний, тому англійці покидають місто, а диктаторам буде краще обговорити з турками умови здачі міста. Але керівництво Диктатури Центрокаспія заборонило англійцям залишати місто, погрожуючи відкрити по їх кораблям артилерійський вогонь. Тим часом командування Кавказької ісламської армії вело підготовку до вирішального штурму. 8 вересня на бакинський фронт прибули частини 15-ї Чанахгалінської дивізії у складі 5541 рядових і 191 офіцера. 10 вересня у розташування військ, для керівництва наступом, прибув генерал-лейтенант Нурі-паша. Основний удар повинна була завдати 5-та Кавказька дивізія Мурсал-паші, до складу якої входили 9-й, 10-й, 13-й Кавказькі піхотні полки, 56-й піхотний полк, артилерійський полк і допоміжні частини. До складу 15-ї дивізії полковника Сулейман Іззет-бея входили 38-й піхотний полк, 106-й Кавказький полк, дивізіон артилерії і допоміжні частини. До складу цього угруповання військ увійшли також Татарський (підполковник Нух-бек Софієв) і лезгинський (підполковник Хосров Мірза Каджар) кінні полки колишнього Окремого Азербайджанського корпусу. До складу Південної групи військ полковника Джаміль Джахід-бея увійшов 4-й стрілецький полк і три кінні сотні того ж корпусу. За даними Лудшувейта, турецьке командування зосередило на підступах до Баку угруповання сил 5-ї та 15-ї дивізій неповного складу, загальною чисельністю 10 тисяч багнетів при 40 гарматах.
За кілька днів один з арабський солдатів, дезертувавший з турецької армії, повідомив, що 14 вересня Кавказька ісламська армія почне штурм міста. Англійці мобілізували на позиції всіх, кого могли, але вони не знали, з якого напряму буде наступ. На світанку 14 вересня турецька артилерія почала обстріл оборонних позицій з усіх напрямків. Турецькі війська прорвали оборону міста у Вовчої брами і зайняли висоти над містом. Спроби англійців зупинити їх не увінчалися успіхом. Побачивши, що турки прорвали його останній рубіж оборони, Денстервіль вирішив, що подальший опір безглуздий і наказав своїм кораблям готуватися до відплиття. Скориставшись затишшям, англійські війська під покровом темряви завантажилися на кораблі і в 11 годин вечора вийшли в море. Побачивші їх кораблі Диктатури відкрили вогонь, але британцям вдалося піти. Незабаром уряд Диктатури Центрокаспія також втік з міста. Лишившиєся на свободі лідерам більшовиків вдалося добитися звільнення перебувавших у в'язниці бакинських комісарів, які вийшли в море на пароплаві «Туркмен». Спочатку судно взяло курс на контрольовану більшовиками Астрахань, але в зв'язку з нестачею палива попрямувало в Красноводськ, де комісари були арештовані місцевими есерами, які вбачали в них джерело загрози поширення більшовизму в регіоні, і розстріляні.
15 вересня 1918 в Баку увійшли частини Кавказької ісламської армії В полон було взято 36 офіцерів (17 вірмен, 9 росіян і 10 грузинів) і 1651 солдатів (1151 вірмен, 383 росіян, 4 англійця і 113 осіб інших національностей). Взяття міста супроводжувалося масовими вбивствами вірмен, у відповідь на масові вбивства мусульман в Баку, вчинені радянськими військами і збройними загонами вірменської партії «Дашнакцутюн» в березні 1918 року. 16 вересня в передмісті міста відбувся парад частин 5-ї Кавказької і 15-ї піхотної дивізій. Парад приймав командувач групою армій «Схід» Халіл-паша.

## Післямова
Головним підсумком битви за Баку стало встановлення урядом АДР контролю над більшою частиною території країни. Баку став столицею нової держави, і 17 вересня 1918 року в місто переїхав з Гянджі уряд країни.
Підрозділ Денстерфорс було розпущено 22 вересня 1918 р., його особовий склад був включений до складу британських підрозділів, що дислокувалися на півночі Персії, а сам Денстервіль спрямований служити назад в Індію.
Втрата Баку стала чутливим ударом як для більшовиків, що позбулися своєї єдиної опорної бази в Закавказзі і джерела постачання нафти, так і для англійців, які не бажали посилення впливу Османської імперії в регіоні. Проте успіх Османської імперії виявився недовговічним. Турецька армія була незабаром змушена покинути регіон, згідно з умовами Мудросського перемир'я, укладеного 30 жовтня 1918 після поразки Османської імперії в першій світовій війні. 17 листопада 1918 р., після евакуації турецьких військ, місто знову перейшло під контроль англійських військ, які залишалися там до серпня 1919, проте британський уряд визнав уряд АДР єдиною законною владою в Азербайджані.
У середині квітня 1920 року частини 11-ї Армії РСЧА, розбивши залишки військ Денікіна, підійшли до північних кордонів Азербайджану. 27 квітня радянські війська перейшли азербайджанський кордон і, не зустрівши опору, 28 квітня увійшли в Баку АДР припинила існування, і була створена Азербайджанська Радянська Соціалістична Республіка.